# Винниково (Амурская область)
Ви́нниково — село в Михайловском районе Амурской области России. Входит в состав Калининского сельсовета.

## География
Село Винниково стоит на правом берегу реки Райчиха (левый приток Амура).
Дорога к селу Винниково идёт на восток от Поярково через Красную Орловку, Шадрино, Новочесноково и Высокое, расстояние до районного центра — 52 км.
На юг от села Винниково идёт дорога к административному центру Калининского сельсовета селу Калинино, расстояние — 20 км. От села Винниково на север идёт дорога к селу Правая Райчиха.

## Население
| 2002 | 2010 | 2012 | 2013 | 2014 | 2015 | 2016 |
| ---- | ---- | ---- | ---- | ---- | ---- | ---- |
| 390  | ↘239 | ↘232 | ↘231 | ↘224 | ↘215 | ↘199 |
| 2017 | 2018 |      |      |      |      |      |
| ↘187 | ↘177 |      |      |      |      |      |

## Улицы
| - ул. Животноводов, - ул. Зелёная, - ул. Луговая, - ул. Молодёжная, | - ул. Новая, - пер. Тенистый, - ул. Черёмушки, - ул. Шадрина. |

## Экономика
Жители занимаются сельским хозяйством.